# 다크 엔젤 (1998년 영화)
《다크 엔젤》(영어: Fallen)은 1998년에 공개된 미국의 초자연 스릴러 영화이다.

## 출연
- 덴절 워싱턴
- 존 굿맨
- 도널드 서덜랜드
- 엠베스 데이비츠
- 제임스 갠돌피니
- 엘리어스 커테이어스
- 로버트 조이
- 아이다 터투로
- 크레스 윌리엄스
- 리노 윌슨

## 기타 제작진
- 협력 제작: 퍼트리샤 그라프, 리처드 서클
- 공동 제작: 켈리 스미스웨이트
- 배역: 데이비드 루빈
- 미술: 테런스 마시
- 의상: 콜린 애트우드